# Jules Chapon
Marie Joseph Jules Chapon, né le 30 avril 1839 à Grignan (Drôme) et décédé le 4 juillet 1906 à Pierrelatte (Drôme), est un patron du groupe de presse français, à la tête de La Gironde/La Petite Gironde à Bordeaux dans la deuxième partie du XIXe siècle.

## Biographie
Journaliste, ancien professeur aux lycées de Mâcon et de Lyon, puis collaborateur du quotidien Le Progrès de Lyon, il entre en 1863 au groupe de presse La Gironde, dirigé par Gustave Gounouilhou, lorsque le journal  reparaît, avec son ami et confrère du Progrès, Justin Massicault. Il se marie en 1867 avec Louise Gounouilhou (1849-1875), la fille de son patron.
Jules Chapon a d'abord été associé à la direction de La Gironde et de La Petite Gironde, puis a succédé à son beau-père Gustave Gounouilhou et au fils de ce dernier Henri Gounouilhou à la tête du groupe de presse. Il renforce la partie maritime et commerciale du journal, en veillant à ce qu'elle soit bien détaillée, puis les informations internationales en général.
En 1874, il prend à Paris la direction des rédactions du groupe de presse ainsi constitué. Le journal dispose alors de 4 à 5 reporters à Paris et à Versailles pour couvrir l'actualité non-régionale.
Dès novembre 1877, Jules Chapon négocie avec l'Agence Havas le monopole des informations internationales. Mais Havas va imposer à Bordeaux le système mis en place à Lyon contre le Petit Lyonnais, puis à Marseille contre le Petit Marseillais, selon l'historien Michaël Palmer., grâce aux lois sur le télégraphique de 1878 qui lui permettent d'ouvrir des bureaux en Province, à l'extérieur de ceux de l'administration des postes.
En 1884, il crée l'Agence parisienne de La Gironde et de « l'élite Gironde », établie rue de Richelieu, puis est en 1885 un des promoteurs de l’Agence télégraphique républicaine, avec son ami Adolphe Cochery et son fils Georges Cochery, député, puis sénateur du Loiret.
Le fils de Jules Chapon, Gustave Chapon (1870-1933) dirigea les ateliers d'imprimerie puis les journaux du groupe.